# 192nd Fighter Wing
Il 192nd Fighter Wing è uno Stormo associato della Virginia Air National Guard. Riporta direttamente all'Air Combat Command quando attivato per il servizio federale. 
Il suo quartier generale è situato presso la Joint Base Langley-Eustis, Virginia.

## Missione
Lo stormo non dispone di propri velivoli ma è associato al 1st Fighter Wing, Air Combat Command, al quale fornisce personale di supporto per l'addestramento e la manutenzione per i suoi F-22A.

## Organizzazione
Attualmente, al settembre 2017, esso controlla:
- 192nd Operations Group
  - 192nd Operations Support Squadron
  -  149th Fighter Squadron
  - 192nd Intelligence Squadron
  - 185th Cyberspace Operations Squadron
  - 200th Weather Flight, Sandston, Virginia
- 192nd Maintenance Group
  - 192nd Maintenance Squadron
  - 192nd Maintenance Operations Flight
- 192nd Mission Support Group
  - 192nd Support Squadron
  - 192nd Security Forces Squadron
  - 203rd RED HORSE Squadron
- 192nd Medical Group